# .hn
.hn е интернет домейн от първо ниво за Хондурас. Администрира се от Red de Desarrollo Sostenible Honduras. Представен е през 1993 г.